# Chieri Volley 2010-2011
Questa voce raccoglie le informazioni riguardanti il Chieri Volley nelle competizioni ufficiali della stagione 2010-2011.

## Organigramma societario
Area direttiva
- Presidente: Maurizio Magnabosco

Area tecnica
- Allenatore: Alessandro Beltrami
- Allenatore in seconda: Giuseppina Tibaldi
- Assistente allenatore: Massimo Clerico
- Scout man: Andrea Biasioli

Area sanitaria
- Medico: Giuseppe Ronco
- Preparatore atletico: Davide Stocco
- Fisioterapista: Giorgia Valetto

## Rosa
| N° | Nome                 | Ruolo | Data di nascita   | Nazionalità sportiva |
| -- | -------------------- | ----- | ----------------- | -------------------- |
| 1  | Viviana Corvese      | C     | 29 maggio 1978    | Italia               |
| 2  | Chiara Borgogno      | C     | 8 febbraio 1984   | Italia               |
| 3  | Bruna Mautino        | S     | 30 novembre 1990  | Italia               |
| 4  | Alessandra Colombi   | P     | 31 marzo 1983     | Italia               |
| 5  | Antonina Zetova      | S/O   | 17 settembre 1983 | Bulgaria             |
| 7  | Francesca Giogoli    | P     | 20 marzo 1983     | Italia               |
| 8  | Sofia Arimattei      | S     | 17 gennaio 1981   | Italia               |
| 9  | Indre Sorokaite      | O     | 2 luglio 1988     | Italia               |
| 10 | Marija Pavlović      | S     | 3 agosto 1985     | Serbia               |
| 11 | Simona La Rosa       | C     | 13 gennaio 1992   | Italia               |
| 13 | Maurizia Borri       | L     | 24 febbraio 1977  | Italia               |
| 15 | Rossana Zauri        | L     | 9 ottobre 1991    | Italia               |
| 17 | Manuela Di Crescenzo | P     | 21 marzo 1988     | Italia               |

## Risultati

### Serie A2

#### Girone di andata
| 1ª giornata - 16 ottobre 2010 PalaLavinium, Pomezia              | RDM Pomezia | 0 - 3 | Chieri              | 14-25, 19-25, 16-25               |
| 2ª giornata - 24 ottobre 2010 PalaMaddalene, Chieri              | Chieri      | 3 - 0 | Soverato            | 25-20, 25-17, 25-19               |
| 3ª giornata - 31 ottobre 2010 PalaParenti, Santa Croce sull'Arno | Santa Croce | 1 - 3 | Chieri              | 19-25, 25-23, 19-25, 17-25        |
| 4ª giornata - 7 novembre 2010 PalaBusnago, Busnago               | Busnago     | 3 - 2 | Chieri              | 26-24, 18-25, 25-21, 13-25, 18-16 |
| 5ª giornata - 14 novembre 2010 PalaMaddalene, Chieri             | Chieri      | 3 - 0 | San Vito            | 25-22, 25-17, 25-20               |
| 6ª giornata - 21 novembre 2010 PalaRomiti, Forlì                 | Forlì       | 1 - 3 | Chieri              | 13-25, 15-25, 25-21, 14-25        |
| 7ª giornata - 28 novembre 2010 PalaMaddalene, Chieri             | Chieri      | 3 - 0 | Crema               | 25-14, 25-18, 25-19               |
| 8ª giornata - 5 dicembre 2010 PalaSassi, Matera                  | Time Matera | 3 - 1 | Chieri              | 31-29, 25-21, 22-25, 25-21        |
| 9ª giornata - 12 dicembre 2010 PalaMaddalene, Chieri             | Chieri      | 3 - 2 | Pontecagnano Faiano | 25-18, 14-25, 25-27, 26-24, 15-11 |
| 10ª giornata - 19 dicembre 2010 PalaRaschi, Parma                | Parma       | 3 - 1 | Chieri              | 20-25, 25-23, 25-14, 25-12        |
| 11ª giornata - 26 dicembre 2010 PalaMaddalene, Chieri            | Chieri      | 3 - 0 | Cuatto Giaveno      | 25-13, 25-17, 25-17               |
| 12ª giornata - 8 gennaio 2011 PalaSerenelli, Loreto              | Loreto      | 2 - 3 | Chieri              | 25-27, 25-17, 25-23, 22-25, 12-15 |
| 13ª giornata - 16 gennaio 2011 PalaMaddalene, Chieri             | Chieri      | 3 - 0 | Verona              | 25-12, 25-18, 25-19               |

#### Girone di ritorno
| 14ª giornata - 22 gennaio 2011 PalaMaddalene, Chieri                   | Chieri              | 3 - 1 | RDM Pomezia | 22-25, 27-25, 25-17, 25-15        |
| 15ª giornata - 30 gennaio 2011 PalaScoppa, Soverato                    | Soverato            | 0 - 3 | Chieri      | 12-25, 20-25, 20-25               |
| 16ª giornata - 6 febbraio 2011 PalaMaddalene, Chieri                   | Chieri              | 3 - 0 | Santa Croce | 25-20, 25-18, 25-20               |
| 17ª giornata - 13 febbraio 2011 PalaMaddalene, Chieri                  | Chieri              | 3 - 1 | Busnago     | 21-25, 25-21, 27-25, 25-20        |
| 18ª giornata - 20 febbraio 2011 PalaMacchitella, San Vito dei Normanni | San Vito            | 3 - 2 | Chieri      | 22-25, 25-21, 25-17, 20-25, 16-14 |
| 19ª giornata - 27 febbraio 2011 PalaMaddalene, Chieri                  | Chieri              | 3 - 0 | Forlì       | 25-14, 25-18, 25-21               |
| 20ª giornata - 6 marzo 2011 PalaBertoni, Crema                         | Crema               | 1 - 3 | Chieri      | 20-25, 25-20, 22-25, 24-26        |
| 21ª giornata - 20 marzo 2011 PalaMaddalene, Chieri                     | Chieri              | 2 - 3 | Time Matera | 25-22, 21-25, 25-16, 25-27, 13-15 |
| 22ª giornata - 27 marzo 2011 PalaBerlinguer, Bellizzi                  | Pontecagnano Faiano | 0 - 3 | Chieri      | 15-25, 21-25, 20-25               |
| 23ª giornata - 3 aprile 2011 PalaMaddalene, Chieri                     | Chieri              | 3 - 1 | Parma       | 25-27, 25-15, 25-15, 25-19        |
| 24ª giornata - 9 aprile 2011 Palazzetto dello Sport, Giaveno           | Cuatto Giaveno      | 0 - 3 | Chieri      | 19-25, 13-25, 14-25               |
| 25ª giornata - 17 aprile 2011 PalaMaddalene, Chieri                    | Chieri              | 3 - 0 | Loreto      | 25-12, 25-23, 25-17               |
| 26ª giornata - 23 aprile 2011 PalaOlimpia, Verona                      | Verona              | 0 - 3 | Chieri      | 21-25, 17-25, 14-25               |

#### Play-off promozione
| Semifinali (gara 1) - 30 aprile 2011 PalaMaddalene, Chieri | Chieri              | 3 - 0 | Pontecagnano Faiano | 25-15, 25-15, 25-19               |
| Semifinali (gara 2) - 4 maggio 2011 PalaTulimieri, Salerno | Pontecagnano Faiano | 1 - 3 | Chieri              | 25-20, 20-25, 15-25, 19-25        |
| Finale (gara 1) - 14 maggio 2011 PalaMaddalene, Chieri     | Chieri              | 3 - 1 | Loreto              | 25-21, 25-22, 22-25, 25-22        |
| Finale (gara 2) - 18 maggio 2011 PalaSerenelli, Loreto     | Loreto              | 2 - 3 | Chieri              | 25-18, 23-25, 17-25, 25-20, 18-20 |
| Finale (gara 3) - 21 maggio 2011 PalaMaddalene, Chieri     | Chieri              | 3 - 0 | Loreto              | 25-23, 25-16, 25-21               |

### Coppa Italia di Serie A2

#### Fase a eliminazione diretta
| Quarti di finale (andata) - 26 gennaio 2011 PalaBusnago, PalaBusnago | Busnago | 1 - 3 | Chieri  | 11-25, 25-18, 22-25, 21-25        |
| Quarti di finale (ritorno) - 2 febbraio 2011 PalaMaddalene, Chieri   | Chieri  | 3 - 2 | Busnago | 25-19, 24-26, 25-22, 18-25, 15-12 |
| Semifinali - 12 marzo 2011 PalaParenti, Santa Croce sull'Arno        | Chieri  | 0 - 3 | Loreto  | 24-26, 24-26, 21-25               |

## Statistiche

### Statistiche di squadra
| Competizione             | Punti | In casa | In casa | In casa | In trasferta | In trasferta | In trasferta | Totale | Totale | Totale |
| Competizione             | Punti | G       | V       | P       | G            | V            | P            | G      | V      | P      |
| ------------------------ | ----- | ------- | ------- | ------- | ------------ | ------------ | ------------ | ------ | ------ | ------ |
| Serie A2                 | 64    | 16      | 15      | 1       | 15           | 11           | 4            | 31     | 26     | 5      |
| Coppa Italia di Serie A2 | -     | 1       | 1       | 0       | 1            | 1            | 0            | 3      | 2      | 1      |
| Totale                   | -     | 17      | 16      | 1       | 16           | 12           | 4            | 34     | 28     | 6      |

G = partite giocate; V = partite vinte; P = partite perse

### Statistiche dei giocatori
| Giocatore       | Serie A2 | Serie A2 | Serie A2 | Serie A2 | Serie A2 | Coppa Italia di Serie A2 | Coppa Italia di Serie A2 | Coppa Italia di Serie A2 | Coppa Italia di Serie A2 | Coppa Italia di Serie A2 | Totale | Totale | Totale | Totale | Totale |
| Giocatore       | P        | PT       | AV       | MV       | BV       | P                        | PT                       | AV                       | MV                       | BV                       | P      | PT     | AV     | MV     | BV     |
| --------------- | -------- | -------- | -------- | -------- | -------- | ------------------------ | ------------------------ | ------------------------ | ------------------------ | ------------------------ | ------ | ------ | ------ | ------ | ------ |
| S. Arimattei    | 31       | 251      | ?        | ?        | ?        | 3                        | 25                       | ?                        | ?                        | ?                        | 34     | 276    | ?      | ?      | ?      |
| C. Borgogno     | 31       | 335      | ?        | ?        | ?        | 3                        | 35                       | ?                        | ?                        | ?                        | 34     | 370    | ?      | ?      | ?      |
| M. Borri        | 31       | 0        | 0        | 0        | 0        | 3                        | 0                        | 0                        | 0                        | 0                        | 34     | 0      | 0      | 0      | 0      |
| A. Colombi      | 2        | 0        | 0        | 0        | 0        | 1                        | 1                        | 1                        | 0                        | 0                        | 3      | 1      | 1      | 0      | 0      |
| V. Corvese      | 25       | 206      | ?        | ?        | ?        | 3                        | 16                       | ?                        | ?                        | ?                        | 28     | 222    | ?      | ?      | ?      |
| M. Di Crescenzo | 6        | 9        | ?        | ?        | ?        | 1                        | 4                        | 1                        | 2                        | 2                        | 7      | 13     | ?      | ?      | ?      |
| F. Giogoli      | 25       | 78       | ?        | ?        | ?        | 2                        | 8                        | ?                        | ?                        | ?                        | 27     | 86     | ?      | ?      | ?      |
| S. La Rosa      | 9        | 28       | ?        | ?        | ?        | 1                        | 0                        | 0                        | 0                        | 0                        | 10     | 28     | ?      | ?      | ?      |
| B. Mautino      | 23       | 38       | ?        | ?        | ?        | 2                        | 4                        | ?                        | ?                        | ?                        | 25     | 42     | ?      | ?      | ?      |
| M. Pavlović     | 8        | 13       | ?        | ?        | ?        | 0                        | 0                        | 0                        | 0                        | 0                        | 8      | 13     | ?      | ?      | ?      |
| I. Sorokaite    | 31       | 501      | ?        | ?        | ?        | 3                        | 51                       | ?                        | ?                        | ?                        | 34     | 552    | ?      | ?      | ?      |
| R. Zauri        | 6        | 0        | 0        | 0        | 0        | 2                        | 0                        | 0                        | 0                        | 0                        | 8      | 0      | 0      | 0      | 0      |
| A. Zetova       | 30       | 597      | ?        | ?        | ?        | 3                        | 58                       | ?                        | ?                        | ?                        | 33     | 655    | ?      | ?      | ?      |

P = presenze; PT = punti totali; AV = attacchi vincenti; MV = muri vincenti; BV = battute vincenti